# سنجاب بوته‌ای الکساندر
سنجاب بوته‌ای الکساندر (نام علمی: Paraxerus alexandri) نام یک گونه از سرده سنجاب بوته‌ای آفریقایی است.